# Stazione di Dolianova-Serdiana
Stazione di Dolianova-Serdiana vasútállomás Olaszországban, Szardínia régióban, Dolianova településen.

## Vasútvonalak
Az állomást az alábbi vasútvonalak érintik:
- Cagliari–Isili-vasútvonal

## Kapcsolódó állomások
A vasútállomáshoz az alábbi állomások vannak a legközelebb: 
- Donori railway station
- Dolianova railway station
- Is Mizas railway station